# 1422년

## 연호
- 명(明) 영락(永樂) 20년
- 일본(日本) 오에이(応永) 29년

## 기년
- 명(明) 성조 영락제(成祖 永樂帝) 20년
- 조선(朝鮮) 세종(世宗) 4년

## 사건
- 조선 상왕 태종 이방원, 자신의 아들 세종에게 정사를 맡기고 터진 종기 때문에 세상을 떠남. 방년 57세, 향년 56세.

## 탄생
- 조선 전기의 왕족 이정. (~1512년)

## 사망
- 5월 30일 - 조선의 제3대 국왕 태종. (1367년~)
- 8월 31일 - 잉글랜드의 왕 헨리 5세. (1386년~)
- 10월 21일 - 프랑스의 왕 샤를 6세. (1368년~)